# Пускова установка

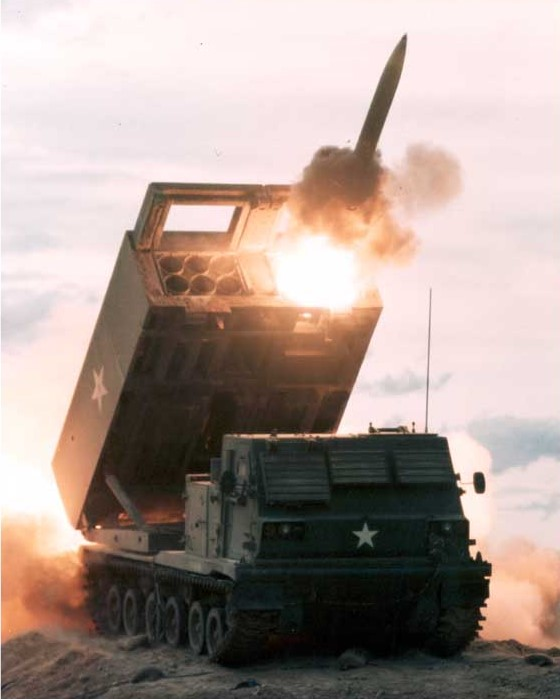
Пуск ракети з РСЗВ M270 MLRS. США

Пускова установка (ПУ) — пристрій (сукупність спеціальних пристроїв), призначений для розміщення, передстартової підготовки та пуску ракети в заданому напрямку; бойовий засіб ракетного комплексу.

## Зміст

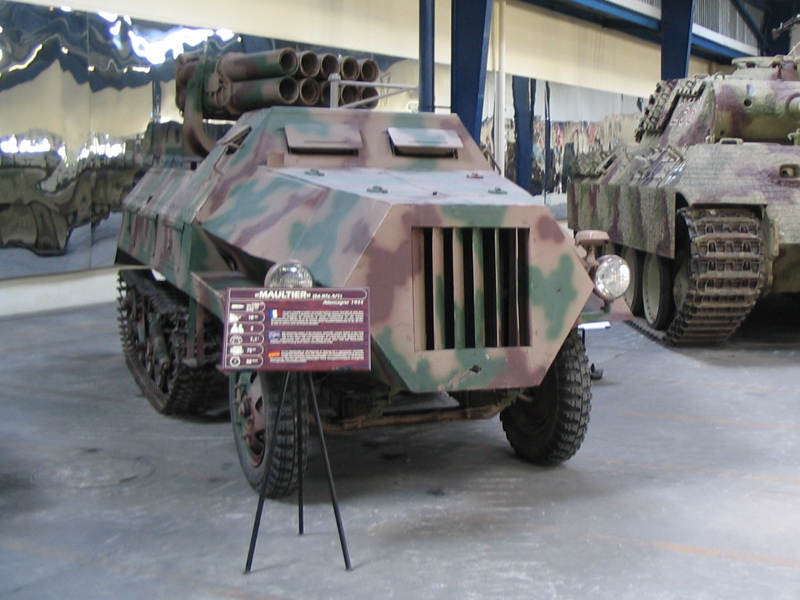
Німецька самохідна реактивна система залпового вогню Panzerwerfer 42 Третій Рейх

Назва пристроїв, застосовуваних для пуску ракет, характеризує напрямок пуску (наприклад, установка вертикального пуску), особливості конструкції (наприклад, контейнерна), призначення або сфера застосування пускової установки (наприклад, тактична, корабельна). Деякі пристрої отримали назви: пусковий стіл, пусковий станок, авіаційний пусковий пристрій та інше. Під назвою пускової установки відомі також пристрої ширшого призначення, наприклад, шахтна пускова установка, призначена для пуску ракет стратегічного призначення. Автономна самохідна пускова установка (СПУ) для пуску тактичних ракет тощо.
Вперше пускові станки з'явилися разом з пороховими ракетами на початку XVIII століття. Перші пускові пристрої для вертикального пуску ракет були розроблені в Радянському Союзі (1932—1933). З такого верстата 17 серпня 1933 року був проведений успішний пуск ракети на рідкому паливі конструкції М. К. Тихонравова. Велика кількість типів ракет зумовлює і різноманіття пускових установок, спільними елементами яких можуть бути: основа (платформа), станок, напрямна (контейнер), механізми горизонтального і вертикального наведення напрямної, пускова автоматика (перевірочно-пускове електрообладнання) та інше. Залежно від конструкції та умов застосування пускові установки класифікуються за рухливістю, типом і кількістю напрямних, кутом піднесення напрямної під час пуску ракет, способом заряджання.

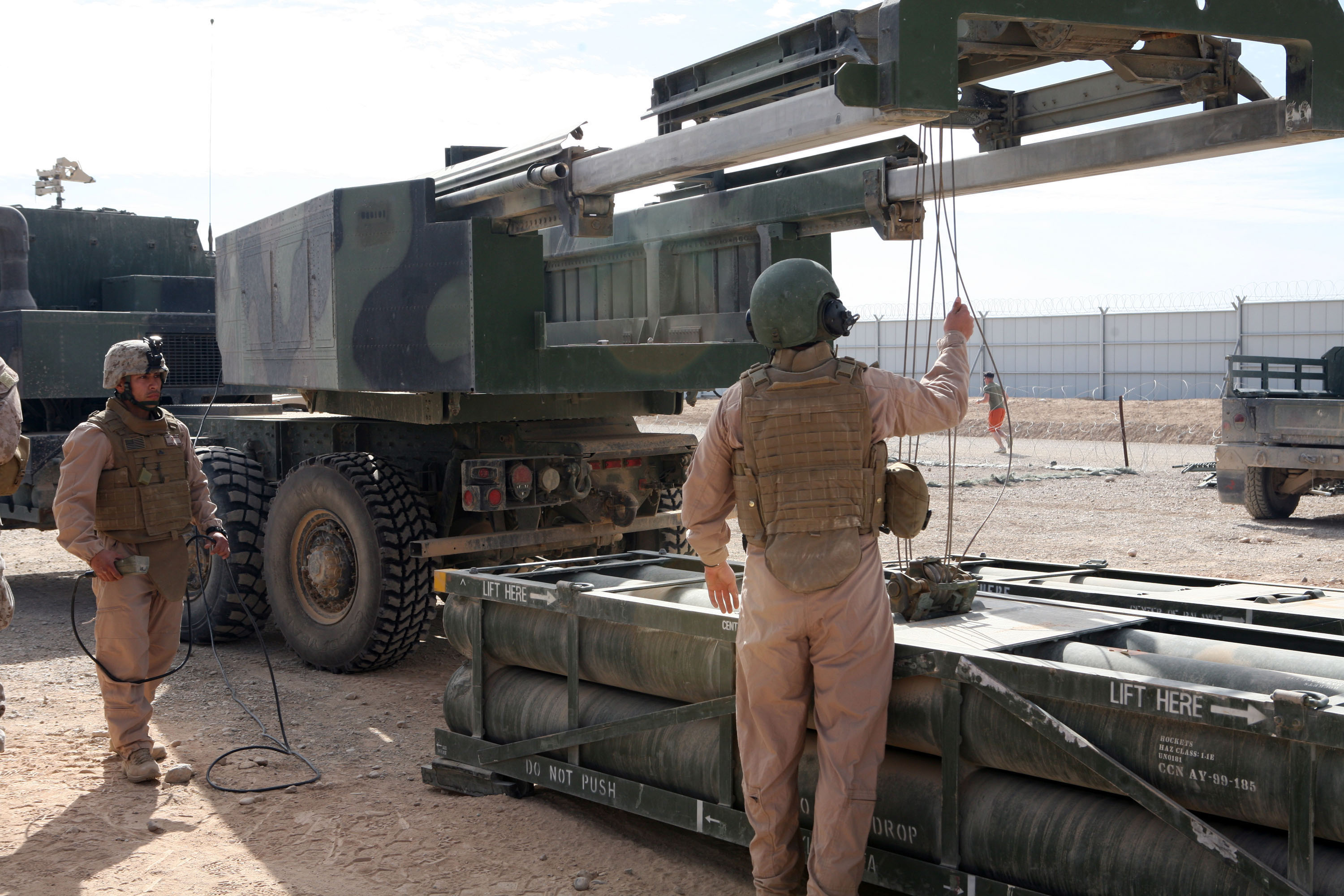
Пенал для ракет на РСЗВ HIMARS

За рухливістю розрізняють стаціонарні, напівстаціонарні й рухомі ПУ. Стаціонарні пускові установки входять до складу стратегічних комплексів, комплексів протилітакової (ПЛО), протиракетної (ПРО), протикосмічної оборони (ПКО), а також берегових протикорабельних комплексів (ПРК). Вони можуть бути виконані у вигляді пускових столів і пускових споруд: наземних, напівзаглиблених (траншейних, ангарних, тунельних), шахтних.

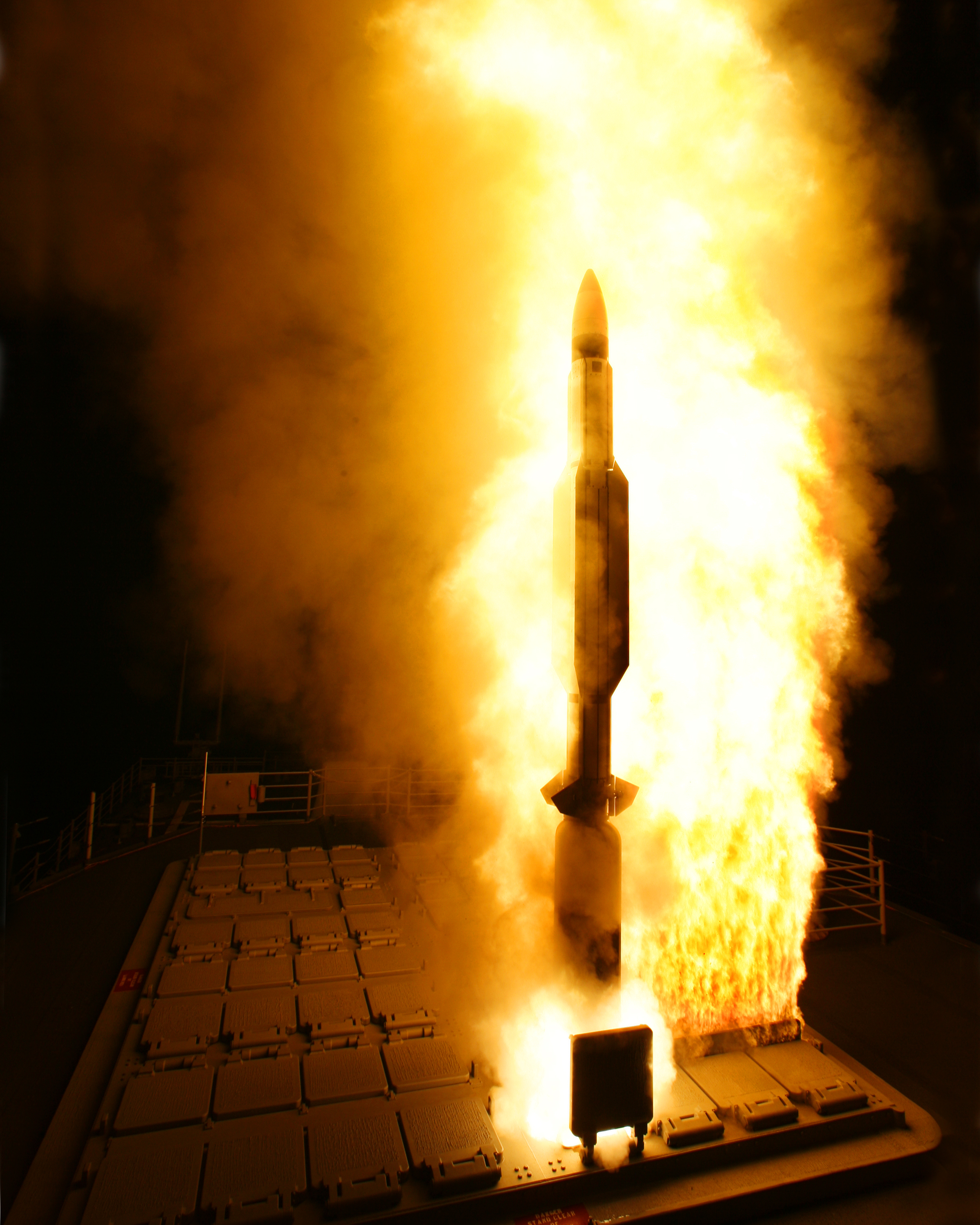
Пуск зенітної протибалістичної ракети RIM-161 Standard Missile 3. США

Напівстаціонарні ПУ є модифікаціями стаціонарних і в необхідних випадках можуть перебазуватися. Деякі з них розбираються по-агрегатно і перевозяться за допомогою транспортних засобів. Рухливі ПУ можуть бути авіаційними, корабельними і наземними. Авіаційні пускові пристрої (АПУ) розміщуються на літаках і вертольотах. За конструктивною схемою АПУ бувають полозкові (рейкові) і трубчасті; за місцем розташування — зовнішні, внутрішні і змішані. Корабельні ПУ розміщуються на надводних кораблях і підводних човнах. Основою для ПУ надводних кораблів служать спеціально обладнані відсіки корабля або ділянки палуб, основою пускових установок підводних човнів — спеціальні стакани. Наземні пускові установки поділяються на ґрунтові та залізничні. Ґрунтові ПУ підрозділяються на самохідні, ті, що буксируються або перевозяться, та переносні. Пуск ракети з пускової установки може здійснюватися в ході установки пускової установки на рухомому засобі або на ґрунті. Переносні ПУ поелементно переносяться на невеликі відстані. Підставою такої ПУ служить опора (тринога). Підставою залізничних ПУ є спеціально обладнані платформи (вагони).
За типом напрямної розрізняють ПУ з напрямною «нульової» довжини і ПУ з напрямною кінцевої довжини. Напрямна «нульової» довжини зазвичай створюється у вигляді двох рознесених по довжині важільних пристроїв і характеризується невеликими масою і габаритами. При цьому обидва, чи один з них, бувають поворотними, а ракета може мати, як верхнє, так і нижнє кріплення на напрямній. Напрямна кінцевої довжини відрізняється більш тривалим механічним контактом з ракетою на початковій ділянці її руху і можуть бути відкритою або трубчастою. Відкрита напрямна — рейковий пристрій, по (або під) якому за допомогою вузла кріплень ковзає ракета. Трубчаста напрямна виконується у вигляді ферми або суцільної труби з різною формою поперечних перерізів, всередині якої розміщується ракета. З напрямних у вигляді суцільної труби найбільш поширені металеві та пластмасові, так звані пускові контейнери, вони бувають відкриті й глухі, одноразового або багаторазового користування. За кількістю напрямних ПУ бувають з однією або декількома напрямними.

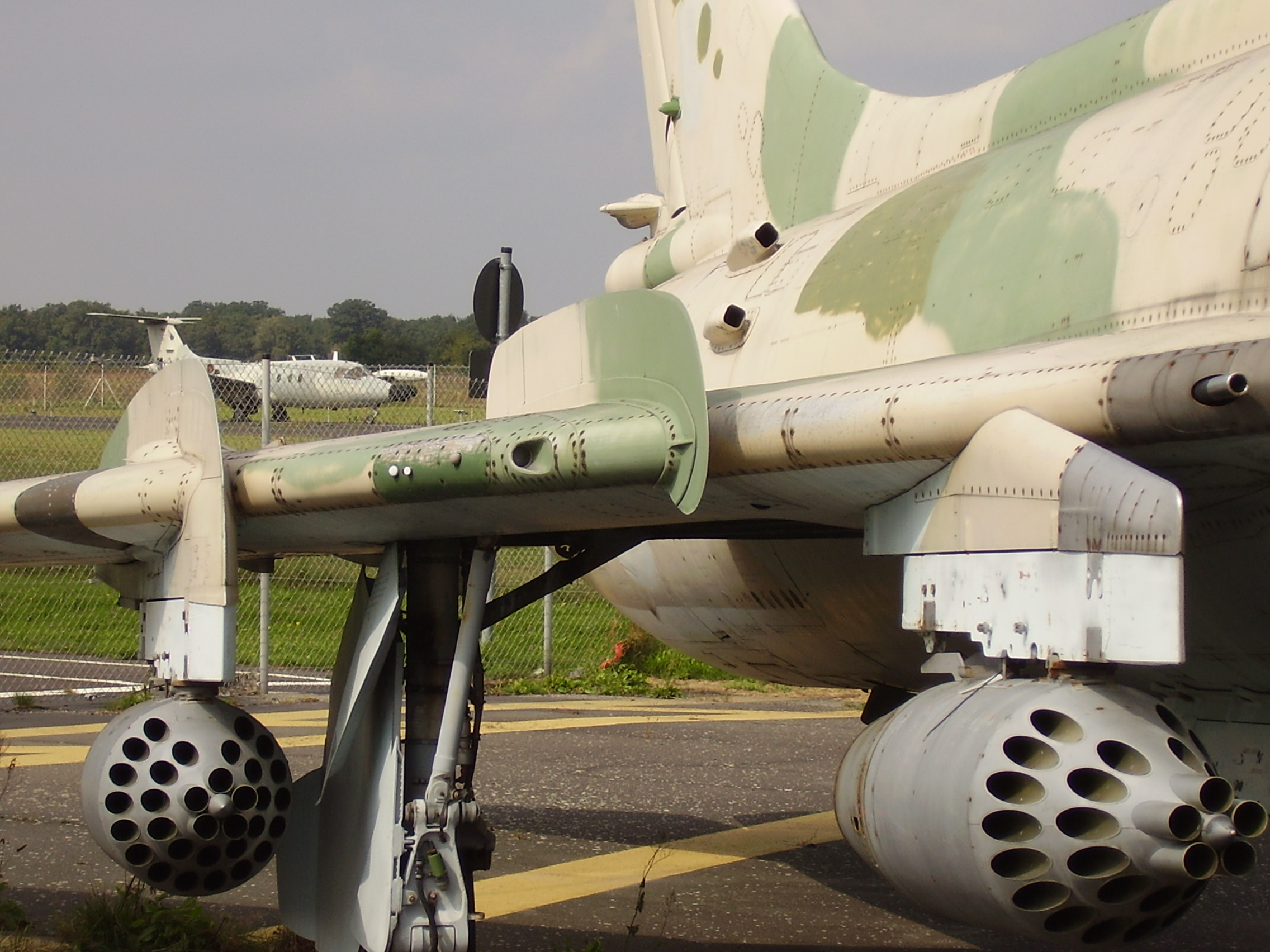
Су-17 з пусковими установками для некерованих ракет С-5. СРСР

По куту піднесення напрямної при пуску ракети розрізняють ПУ з постійним і змінним кутом піднесення. ПУ з постійним кутом піднесення напрямної забезпечують пуск ракети при одному або декількох фіксованих кутах. ПУ, у яких кут піднесення напрямної становить 90°, носять назву ПУ вертикального пуску. ПУ з постійним, фіксованим або змінним похилим кутом піднесення напрямної називаються ПУ похилого пуску.
За способом заряджання ПУ бувають з автоматизованим, механізованим і ручним заряджанням напрямної (напрямних). Автоматизоване заряджання проводиться дистанційно, воно застосовується зазвичай на корабельних ПУ і деяких ПУ зенітних ракетних комплексів із магазинами боєготових ракет.
Механізоване заряджання здійснюється спеціальними кранами, установками, транспортно-заряджальними машинами та іншим підйомно-перевантажувальним обладнанням за участю людини і застосовується практично на всіх наземних пускових установках. Ручне заряджання при невеликій масі ракети здійснюється силами 1—2 осіб. У деяких конструкціях пускових установок їх магазини заряджають вручну (або механізовано), а на напрямну ракета подається автоматично.